# Eldar Ibrahimow
Eldar Saidowycz Ibrahimow (ukr. Ельдар Саїдович Ібрагімов, krym. Eldar Ibragimov; ur. 22 czerwca 1976 w Samarkandzie, Uzbecka SRR) – ukraiński piłkarz pochodzenia krymskotatarskiego, grający na pozycji napastnika, a wcześniej pomocnika.

## Kariera piłkarska

### Kariera klubowa
Wychowanek SDJuSzOR w Samarkandzie w Uzbekistanie. Z wyróżnieniem ukończył szkołę i potem studiował w Instytucie Medycznym, zdobywając zawód stomatologa. Na początku lat 90. XX wieku rodzina przeniosła się do Krymu. Dopiero w 1997 rozpoczął karierę piłkarską w SK Mikołajów, dokąd go zaprosił trener Anatolij Zajajew. Potem występował w klubach Metałurh Nikopol, Prykarpattia Iwano-Frankowsk, Enerhetyk Bursztyn oraz Bukowyna Czerniowce. Latem 2000 przeszedł do Polissia Żytomierz. Na początku 2004 został zaproszony do Metalista Charków, w składzie którego 15 lipca 2004 debiutował w Wyższej lidze. Latem 2005 przeniósł się do FK Charków, w którym grał 2 lata. Latem 2007 został piłkarzem klubu IhroSerwis Symferopol. Po sezonie 2008/09 klub został rozformowany i piłkarz znalazł się amatorskim klubie FK Gurzuf.

## Sukcesy i odznaczenia

### Sukcesy klubowe
- mistrz Pierwszej lihi Ukrainy: 1998
- wicemistrz Pierwszej lihi Ukrainy: 2004
- mistrz Drugiej lihi Ukrainy: 2000